# Секс в большом городе 2
«Секс в большом городе 2» (англ. Sex and the City 2, дословный перевод названия — «Секс и город 2») — художественный фильм Майкла Патрика Кинга, продолжение фильма 2008 года «Секс в большом городе», вышел 27 мая 2010 года. В России премьера состоялась 1 июня 2010 года в кинотеатре «Пушкинский». Фильм снят на основе телесериала Даррена Стара, созданного по мотивам книги Кэндес Бушнелл.

## Сюжет
Фильм переносит нас к событиям спустя два года после прежнего фильма — к однополой свадьбе в Коннектикуте между Блэтчем и Энтони. В камео появляется Лайза Минелли на церемонии чтения клятвы, она исполняет песню Бейонсе — Single Ladies (Put a Ring on It).
Жизнь четырёх подруг теперь намного напряжённее, чем раньше. Все, кроме Саманты, состоят в браке, ей уже 52, и она пытается сохранить своё либидо с помощью гормонов, активно борясь с менопаузой. У Шарлотты двое детей, и она обеспокоена тем, что её муж Гарри засматривается на новую няню, которая принципиально не надевает бюстгалтер. Не всё гладко и в браке у Кэрри. Её мужу Бигу гораздо больше нравится лежать дома на диване и смотреть телевизор, чем ходить на тусовки и появляться в свете камер вместе с Кэрри, которая живёт этим.
Тем временем, арабский шейх просит Саманту разработать пиар-кампанию его сети отелей в Абу-Даби и в связи с этим предлагает ей поездку в свои владения, оплачивая все расходы. Саманта ставит условие, чтобы расходы на её подруг также были оплачены. В Абу-Даби подруги окунаются с головой в роскошь, любезно предоставленную шейхом. Каждой девушке предоставлены шикарные апартаменты, персональный камердинер, личный Maybach и неограниченные расходы. Во время прогулки по рынку Кэрри засматривается на красивые туфли и оставляет свой паспорт у торговца. В этот момент она замечает своего бывшего молодого человека, с которым у неё некогда был бурный роман, — Эйдана. На дружеском свидании они целуются, и Кэрри убегает в шоке.
Саманта настоятельно советует не рассказывать Бигу об этом инциденте, хотя бы до утра. Однако Кэрри не слушает подругу, звонит мужу и признаётся в этом поступке. Он начинает её игнорировать. Тем временем, Саманта на свидании с датским архитектором не может сдерживать свою страсть и прямо в ресторане откровенно заигрывает с ним, что осуждается арабским обществом. За подобное непристойное поведение она попадает в полицию Абу-Даби. Наутро ей становится известно, что шейх больше не горит желанием оплачивать их пребывание в гостинице, номер в которой стоит 22000 долларов за ночь. Подруги решают спешно собраться, но по дороге в аэропорт Кэрри понимает, что паспорт оставлен на рынке, и вся четвёрка отправляется на его поиски. В это время Саманта страдает от прилива и раздевается почти полностью, чем вновь вызывает гнев мужчин.
Внезапно они получают таинственные сигналы от женщин в парандже, которые зовут их в укрытие. После необычной встречи Кэрри и подруги смогли переодеться и добраться до дома без приключений.
Вернувшись домой, Кэрри не находит Бига. Грустная, она сидит в кресле и размышляет. Биг же приготовил ей «наказание» в виде кольца с чёрным бриллиантом как напоминание об их браке. Они расставляют все точки над i.
Фильм заканчивается сценой из обычной жизни, где Биг и Кэрри чтят традиции брака, но вносят свои коррективы, Шарлотта пользуется второй квартирой Кэрри, чтобы отдохнуть от своей семьи, Миранда находит новую работу, где её ценят, а жизнь Саманты ничуть не меняется.

## В ролях
| Актёр                    | Роль                      |
| ------------------------ | ------------------------- |
| Сара Джессика Паркер     | Кэрри Брэдшоу             |
| Ким Кэттролл             | Саманта Джонс             |
| Кристин Дэвис            | Шарлотта Йорк Голденблатт |
| Синтия Никсон            | Миранда Хоббс             |
| Крис Нот                 | Джон «Мистер Биг» Престон |
| Эван Хэндлер             | Гарри Голденблатт         |
| Дэвид Эйгенберг          | Стив Брэйди               |
| Джейсон Льюис            | Смит Джерод               |
| Марио Кантоне            | Энтони Марантино          |
| Уилли Гарсон             | Стэнфорд Блэтч            |
| Линн Коэн                | Магда                     |
| Джон Корбетт             | Эйдан                     |
| Пенелопа Крус            | Кармен                    |
| Элис Ив                  | Эрин                      |
| Макс Райан               | Рикард Спирит             |
| Дафер Лабидин            | Махмуд                    |
| Ноа Миллс                | Никки                     |
| Лайза Минелли            | Играет саму себя          |
| Майли Сайрус             | Играет саму себя          |
| Хайди Клум               | Играет саму себя          |
| Тьюзди Найт              | Играет саму себя          |
| Тим Ганн                 | Играет самого себя        |
| Джозеф Пупо              | Брэйди Хоббс              |
| Александра и Паркер Фонг | Лили Голденблатт          |
| Келли О'Хара             | Эллен                     |
| Омид Джалили             | мистер Сафир              |

## Съёмочная группа
- Режиссёр — Майкл Патрик Кинг
- Продюсер — Сара Джессика Паркер
- Сценарист — Майкл Патрик Кинг
- Оператор-постановщик — Джон Томас
- Художник-постановщик — Джереми Конвей
- Монтажер — Майкл Биренбаум
- Художник по костюмам — Патриция Филд
- Композитор — Аарон Зигман

## История создания

### Кастинг
После многочисленных слухов и разногласий, в феврале 2009 года актёры, снимавшиеся в первом фильме, подтвердили, что продолжение фильма, на данный момент, находится на стадии проработки. Съёмки фильма начались в августе 2009 года.
Всё четыре звезды фильма, Сара Джессика Паркер, Синтия Никсон, Кристин Дэвис и Ким Кэттролл появились и в продолжении фильма; Данте, персонаж Джайлса Марини, снявшийся в первом полнометражном фильме, во второй части не появился; а Крис Нот снова исполнил роль мистера Бига. Режиссёром и сценаристом фильма снова выступил Майкл Патрик Кинг, а ответственной за костюмы и другую одежду персонажей опять стала Патрисия Филд.

### Камео-роли
- Предполагалось, что Виктория Бекхэм появится в продолжении, после того, как отказалась от камео-появления в первом фильме в 2007 году из-за тура группы Spice Girls.
- Обладательница премии «Оскар» Пенелопа Крус появилась в небольшой роли банкирши Кармен.
- На площадке была замечена Бетт Мидлер и тут же поползли слухи, что она сыграет роль матери Кэрри. Однако позже Мидлер сказала, что лишь навещала свою дочь, работающую на площадке картины.
- Семнадцатилетняя актриса Майли Сайрус появилась в сцене премьеры нового фильма Смита Джареда. На её героине было надето то же платье, что и на Саманте Джонс.
- Кроме того модель Хайди Клум также появилась в эпизодической роли. Саму себя на гей-свадьбе в фильме сыграла Лайза Миннелли. Актёры Николь Портер и Джозеф Рэндл сыграли роли ассистентов Кэрри и Саманты, соответственно.

### Съёмки
- Съёмки в Нью-Йорке были перенесены на конец июля 2009 года, когда власти Дубая отказались сотрудничать со съёмочной группой на их условиях. Тогда эти сцены решено было снимать в Марокко. Первые фото со съёмок четырёх ведущих актрис и других членов актёрского состава появились в ноябре 2009 года. Первоначально планировалось, что съёмки этих сцен займут всего 13 дней, но в итоге период съёмок растянулся на 6 недель.
- Официальные съёмки начались 1 сентября 2009 и продолжались до конца года.

## Саундтрек
1. «Rapture» — Alicia Keys
2. «Everything to Lose» — Dido
3. «Language of Love» — Cee-lo
4. «Window Seat» — Erykah Badu
5. «Kidda» — Natacha Atlas
6. «Euphrates Dream» — Michael McGregor
7. «Single Ladies (Put A Ring On It)» — Liza Minnelli
8. «Can’t Touch It» — Ricki-Lee
9. «Empire State Of Mind (Part II) Broken Down» — Alicia Keys
10. «Love Is Your Color» — Jennifer Hudson & Leona Lewis
11. «I Am Woman» — Сара Джессика Паркер, Ким Кэттролл, Кристин Дэвис и Синтия Никсон
12. «If Ever I Would Leave You» — Sex & The City Men’s Choir
13. «Sunrise, Sunset» — Sex & The City Men’s Choir
14. «Till There Was You» — Sex & The City Men’s Choir
15. «Bewitched, Bothered & Bewildered» — Shayna Steele, Jordan Ballard, Kamilah Marshall
16. «Ev’ry Time We Say Goodbye» — Liza Minnelli & Billy Stritch
17. «Divas & Dunes» — Aaron Zigman